# سیارک ۱۶۹۶۷
سیارک ۱۶۹۶۷ (به انگلیسی: 16967 Marcosbosso، نامگذاری:1998SR132) شانزده هزار و نهصد و شصت و هفتمین سیارک کشف شده‌است که در ۲۶ سپتامبر ۱۹۹۸ کشف شد.
قدر مطلق سیارک برابر ۱۴.۸ است.